# Тура, Туи
Туи Тура (англ. Tai Tura; род. 1949) — государственный и политический деятель Острова Кука, член парламента Островов Кука. Член первой политической партии Островов Кука — Партия Островов Кука.

## Биография
Тура Туи родился на острове Раротонга, но большую часть жизни (30 лет) прожил на острове Мауке. В 2010 году был впервые избран в парламент на всеобщих выборах Острова Кука. Вскоре после избрания призвал к повышению заработной платы, для противодействия повышения стоимости жизни в Мауке. В 2015 году исполнял обязанности заместителя министра иностранных дел и иммиграционного отдела.
В апреле 2019 года назначен вице-спикером парламента. Летом 2020 года пытался запретить журналисту «Cook Islands News» посещать здание парламента из-за статьи о надбавках к зарплате депутатов.
22 марта 2021 года Тура Туи был избран спикером парламента вместо покинувшей этот пост Ники Рэттл.